# Падма Шрі
Па́дма Шрі (гінді पद्म श्री) — четверта за значенням цивільна нагорода Республіки Індія, після Бхарат Ратна, Падма Вібхушан, Падма Бхушан.

## Історія
Нагорода заснована 2 січня 1954 року першим президентом Індії Раджендра Прасад разом з двома іншими нагородами Падма Вібхушан і Падма Бхушан. Тоді вони називалися Пвхела Варг, Дусра Варг та Тісра Варг. Лише 8 січня 1955 року Падма Шрі разом з іншими нагородами дістала теперішню назву.
Її вручає уряд Індії на честь видатних заслуг у всіх областях, які вплинули на державну діяльність. Щороку за рішення прем'єр-міністра Індії утворюється комітет Падма Шрі, який очолює секретар Кабінету міністрів Індії, куди входять міністр внутрішніх справ, секретар президента і від 4 до 6 видатних осіб країни. Рекомендації комітету представляють прем'єр-міністру і президенту Індії на затвердження.
Премію зазвичай не присуджують посмертно, лише у вкрай рідкісних випадках. Церемонія нагородження відбувається у березні або квітні. На 2017 рік нагороджено 2913 осіб.

## Опис
На її лицьовій стороні вирізьблено слово «Падма», що означає лотос мовою санскрит, і слово «Шрі», що відповідає слову «Пан» або «Пані», з'являються мовою деванагарі вище і нижче квітки лотоса. Геометричний малюнок з обох сторін з полірованої міді. Усі інше зроблено з білого золота.